# Xenortholitha corioidea
Xenortholitha corioidea är en fjärilsart som beskrevs av Max Joseph Bastelberger 1911. Xenortholitha corioidea ingår i släktet Xenortholitha och familjen mätare. Inga underarter finns listade i Catalogue of Life.